# Kourilovka (oblast de Koursk)
Kourilovka (en russe : Куриловка) est un hameau du selsoviet de Gontcharovka du raïon de Soudja dans l'oblast de Koursk, en Russie. Sa population s'élevait à 68 habitants au recensement de 2021.

## Géographie
Le hameau de Kourilovka se situe dans l'oblast de Koursk, un oblast de la partie européenne de la Russie. Le hameau fait partie du raïon de Soudja, avec Soudja comme centre administratif. Il se trouve dans le selsoviet de Gontcharovka, une municipalité, avec le village de Gontcharovka comme chef-lieu.

## Histoire
Lors de l'incursion d'août 2024 dans l'oblast de Koursk au cours de l'invasion russe de l'Ukraine, la localité aurait été conquise par les Forces armées de l'Ukraine.

## Démographie
Recensements (*) et estimations de la population :
| 2002 * | 2010* | 2021* | - |
| ------ | ----- | ----- | - |
| 116    | 77    | 68    | - |